# Raion de Kuldiga
El raion de Kuldiga (letó: Kuldīgas rajons) és un dels raions en els quals es dividia Letònia fins a la reforma administrativa i territorial promulgada el 2009.